# Bitlis (prowincja)
Prowincja Bitlis (tur. Bitlis ili) – jednostka administracyjna we wschodniej Turcji, leżąca na Wyżynie Armeńskiej, na zachodnim brzegu Jeziora Wan. Na terenie prowincji znajduje się wulkan Nemrut.

## Dystrykty

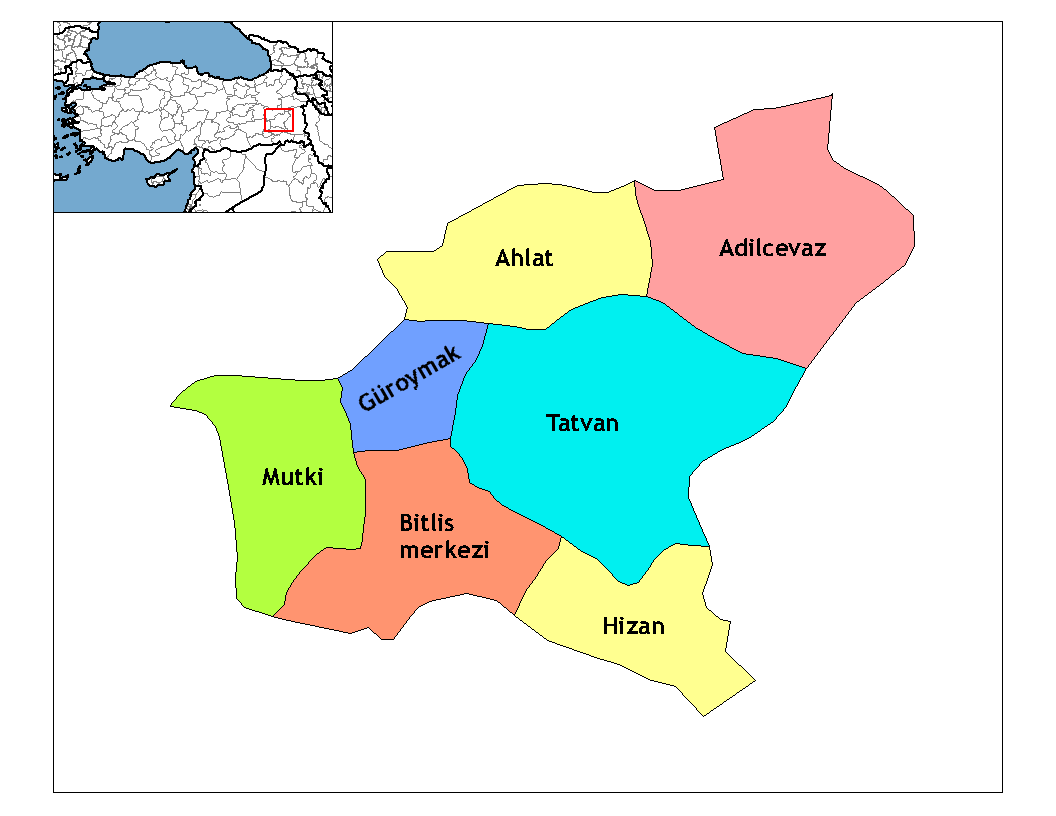
Dystrykty w prowincji Bitlis

Prowincja Bitlis dzieli się na siedem dystryktów:
- Adilcevaz
- Ahlat
- Bitlis
- Güroymak
- Hizan
- Mutki
- Tatvan